# 圣埃利亚堡
圣埃利亚堡（義大利語：Castel Sant'Elia）是意大利维泰博省的一个市镇。总面积23.98平方公里，人口2639人，人口密度110.1人/平方公里（2009年）。ISTAT代码为056017。